# Юнус бен Таганназанейт
Юнус бен Таганназанейт (д/н — 1425) — засновник союзу туарезьких племен Аїру. Деякими дослідниками вважається першим султаном.

## Життєпис
Був нащадком впливових родів Агайні та Таазарете з племені кель-саттафар (з регіону Тадемекк) союзу туарегів ітесен (ісандалан). Про батьків обмаль відомостей, оскільки тривалий час в туарегів сповідувався матрилінійний принцип. Тому відомо про його матір — Таґаґу Таганназанейт, яка була сестрою шейха Агінача.
Його життєпис сповнений численних легенд: за найпоширенішою він начебто був сином османського султана або візантійського імператора. Деякі дослідники вважають, що Юнус з племен прийшов з півночі до плато Аїр, де зумів дипломатичними й військовими заходами підкорити племена. За іншою думкою він належав до корінного племені Аїру. Внаслідок зовнішніх загроз об'єднав туарезькі союзи ітесен (сандал), кель-гере й кель-уї в протодержаву (конфедерацію), де мав титул аменокалу (традиційного для туарегів, що позначав верховного вождя).
Його обрання розпочалася традиція примушувати правлячого правителя одружуватися лише з чорношкірими жінками, щоб не занадто прив'язуватися до одного з білих племен туарегів. резиденцію заснував в поселені Таделіз.
Панування Юнуса характеризується встановлення миру між туарезькими племенами. Сам аменокал виконував скоріше роль арбітра, збирача данини та військового голови під час грабіжницьких походів. Помер близько 1425 року. Йому спадкував небіж Аґасан.